# Eólia
Eólia ou Eólida (em grego antigo: Αιολία, transl. Aiolía; Αιολίς, Aiolís) era uma região histórica da Grécia Antiga que compreendia o oeste e o noroeste da Ásia Menor, especialmente a sua costa, e diversas ilhas do mar Egeu (especialmente Lesbos), onde estavam localizadas as cidades-Estado gregas. A Eólia incorporava a partes meridionais da Mísia, com quem ela fazia fronteira ao norte, além da Jônia, ao sul, e a Lídia, a leste.

## Geografia
A Eólia se estendia ao longo do mar Egeu, da entrada do Helesponto (no Dardanelos), ao sul do rio Hermus (atual Gediz); recebeu seu nome dos eólios, que haviam migrado para lá a partir da Grécia continental, antes de 1000 a.C.. A Eólia era, no entanto, um enclave etnológico e linguístico antes de tudo, e não uma unidade geográfica; o distrito frequentemente era considerado parte da região mais ampla da Mísia, no noroeste da Ásia Menor.

## História
De acordo com a descrição de Homero, Odisseu, após sua estada entre os ciclopes, chegou à ilha de Éolo, deus dos ventos, que lhe enviou como ajuda o vento oeste, Zéfiro.
Durante o reinado de Ágis I, de Esparta, uma colônia chamada Eólia foi fundada entre a Jônia e a Mísia. Esta expedição teve o apoio dos lacedemônios, e foi liderada por Gras, filho de Equelas, filho de Pentilo, filho de Orestes.
No século VIII a.C. as doze cidades mais importantes dos eólios estavam independentes, e formaram uma liga (Dodecápolis): Cime, Larissas, Neontico, Temno, Cila, Nócio, Egiroessa, Pítane, Egas, Mirina, Grínia e Esmirna.
A mais célebre destas cidades era Esmirna (atual Izmir, na Turquia), que passou a fazer parte, em 699 a.C., da Confederação Jônica. As cidades restantes acabaram sendo conquistadas por Creso, rei da Lídia entre 560 e 546 a.C.. Foram dominadas posteriormente pelos persas, macedônios, selêucidas e pergamenos.
Átalo III, o último rei de Pérgamo, legou a Eólia a Roma em 133 a.C.. Pouco tempo depois, a região passou a fazer parte da província romana da Ásia. Com a partilha do Império Romano, e 395 d.C., a Eólia passou a fazer parte do Império Romano do Oriente (futuro Império Bizantino), até que no início do século XV os turcos otomanos ocuparam a área.
Entre os nativos notórios da Eólia estão o geógrafo, astrônomo e matemático Autólito de Pítane, Andrisco, soberano da Macedônia, e o escritor grego Elias Venezis.